# Seznam jezer v Argentině
Jezera v Argentině (španělsky jezero – lago). Tabulka obsahuje přehled všech přírodních jezer v Argentině s plochou přes 100 km² (bez přehradních nádrží v Argentině) a vybraná menší jezera.

## Tabulka největších jezer
| Pořadí | Jezero          | Rozloha (km²) | Nadmořská výška (m) | Provincie                                         |
| ------ | --------------- | ------------- | ------------------- | ------------------------------------------------- |
| 1.     | Salinas Grandes | 6 000         | 170                 | Córdoba, Catamarca, Santiago del Estero, La Rioja |
| 2.     | Mar Chiquita    | 2 000         | 66                  | Córdoba, Santiago del Estero                      |
| 3.     | Argentino       | 1 415         | 187                 | Santa Cruz                                        |
| 4.     | Viedma          | 1 088         | 254                 | Santa Cruz                                        |
| 5.     | Buenos Aires    | 881           | 215                 | Santa Cruz                                        |
| 6.     | Colhué Huapi    | 803           | 252                 | Chubut                                            |
| 7.     | San Martín      | 551           | 250                 | Santa Cruz                                        |
| 8.     | Nahuel Huapi    | 550           | 767                 | Río Negro, Neuquén                                |
| 9.     | Fagnano         | 545           | 140                 | Tierra del Fuego                                  |
| 10.    | Cardiel         | 458           | 300                 | Santa Cruz                                        |
| 11.    | Musters         | 434           | 270                 | Chubut                                            |
| 12.    | Pueyrredon      | 98            | 153                 | Santa Cruz                                        |
| 13.    | Huechulafquen   | 84            | 875                 | Neuquén                                           |
| 14.    | Fontana         | 79            | 925                 | Chubut                                            |
| 15.    | Traful          | 70            | 975                 | Neuquén                                           |
| —      | Aluminé         | 57            | 1 125               | Neuquén                                           |
| —      | Lácar           | 55            | 630                 | Neuquén                                           |